# Bataille de Horlivka
Ne doit pas être confondu avec Offensive d'Horlivka.
Guerre du Donbass
(fait partie de la Guerre russo-ukrainienne)
Batailles
- Euromaïdan
- Révolution de la Dignité
- Manifestations anti-Maïdan

Annexion de la Crimée
- Invasion russe de la Crimée
- Prise du Parlement de Crimée
- Prise de la base navale sud
- Incident de Simféropol (en)
- Occupation russe de la Crimée

Troubles pro-russes
- Odessa
- Troubles pro-russes à Kharkiv (uk)
- Troubles pro-russes à Louhansk (uk)
- Bataille de la rue Rymarska (uk)
- Proclamation de la république de Crimée
- Prise de Donetsk (uk)
- Proclamation de la RP de Donetsk
- Proclamation de la RP d'Odessa (hu)
- Proclamation de la RP de Lougansk
- Affrontements à Odessa du 2 mai (uk)
- Incendie de la Maison des syndicats d'Odessa

Guerre du Donbass
- Sloviansk
- Artemivsk
- Marioupol
- 1re Donetsk
- Louhansk
- Il-76
- Chyrokyne
- Saour-Mogyla
- Horlivka
- Vol Malaysia Airlines 17
- 2e Donetsk
- Loutouhyne
- Ilovaïsk
- 3e Donetsk
- 32e barrage
- Volnovakha
- Debaltseve
- Marïnka
- Avdiïvka

La bataille de Horlivka est un affrontement militaire lors de la guerre du Donbass, dans le cadre de la guerre russo-ukrainienne, qui voit en 2014 les forces armées ukrainiennes tenter de reprendre le contrôle de la ville de Horlivka dans l'est de l'Ukraine, occupée par la Russie sous couvert d'une insurrection séparatiste prorusse. Les ukrainiens ne parviennent pas à reprendre la ville mais demeurent positionnés dans sa banlieue.

## Contexte
Horlivka est une importante ville de 250 000 habitants de l'oblast de Donetsk, à 45 kilomètres au nord-nord est de Donetsk, le chef-lieu de l'oblast. Dans un contexte de troubles prorusses croissants dans l'est et le sud de l'Ukraine, des hommes armés ont pris d'assaut le poste de police de Horlivka le 14 avril. Peu après, ils ont pris d'assaut l'administration municipale et ont pris le contrôle effectif de la ville au profit de l'autorité de fait se disant « République populaire de Donetsk », autoproclamée par des rebelles séparatistes sous contrôle de la Russie.
Dès le 12 avril à 20h00, des militants prorusses ont tenté de s'emparer du poste de police de la ville. Ils ont exigé la distribution d'armes, mais cette tentative a été stoppée par des policiers dirigés par le chef de police de Horlivka. Le 14 avril, les rebelles séparatistes ont occupé le conseil municipal et ont hissé les drapeaux de la Russie et de l'autorité de fait se prétendant « république populaire de Donetsk », et sont parvenus à s'emparer du poste de police. Une partie des forces de police de Horlivka est passée du côté des rebelles séparatistes. Le 30 avril, la ville est passée sous leur contrôle,.
Après le retrait de Sloviansk des forces séparatistes se réclamant de la prétendue « république populaire », suite au siège de cette ville, dans le nord de l'oblast de Donetsk, le 5 juillet, de nombreux rebelles ou sympathisants séparatistes prorusses se sont rendus à Horlivka, restée sous contrôle séparatiste.
Le 14 juin, un avion de chasse Su-24 de l'armée de l'air ukrainienne a lancé une frappe aérienne sur le centre de contrôle aérien de la ville, qui abritait le quartier général des rebelles prorusses, après quoi l'avion a été abattu.

## Déroulement des événements
À partir du 21 juillet, les forces ukrainiennes ont tenté à plusieurs reprises d'entrer dans Mayorsk, une banlieue de Horlivka. De légères escarmouches ont été signalées dans toute la ville. Un avion de chasse de l'armée de l'air ukrainienne a été abattu au-dessus de Horlivka le 23 juillet, après avoir attaqué les positions des rebelles séparatistes dans la ville.
Après une accalmie, les combats ont repris à Horlivka le 27 juillet. Les forces ukrainiennes ont lancé une offensive pour reprendre la ville et ont déclaré l'avoir encerclée. Elles ont également déclaré avoir détruit des points de contrôle tenus par les rebelles séparatistes à la périphérie de la ville. Les dirigeants autoproclamés de la prétendue « république populaire de Donetsk » ont déclaré qu'ils gardaient le contrôle de certaines positions dans cette périphérie. Le gouvernement ukrainien a déclaré que les combats ont tué au moins treize personnes, dont deux enfants. Le 27 juillet s'est avéré être l'un des plus tragiques en termes de pertes civiles à la suite d'une salve de roquettes « Grad » tirée sur le centre-ville, les deux camps se rejetant la responsabilité. Un porte-parole de l'opération militaire du gouvernement ukrainien dans le Donbass a déclaré que les forces séparatistes avaient tiré des roquettes Grad sur des zones civiles pour tenter de discréditer les forces gouvernementales. Les commandants séparatistes prorusses à Horlivka ont menacé de tuer les otages qu'ils détenaient et de faire exploser les usines chimiques de la ville si les forces ukrainiennes ne se retiraient pas. Au cours des combats, les ukrainiens ont déclaré avoir tué au moins vingt rebelles et avoir détruit huit véhicules militaires à la périphérie de la ville.
Le lendemain, il est rapporté que dix-sept civils avaient été tués et quarante-trois blessés lors des combats à Horlivka. Le commandant séparatistes prorusse à Horlivka, Igor Bezler, surnommé « Démon », a quitté la ville au milieu de combats continuels,. Les forces ukrainiennes ont à nouveau tenter d'encercler la ville le 31 juillet. Les affrontements se poursuivent les jours suivants. Au moins un civil a été tué et 16 autres ont été blessés le 3 août. Le 6 août, au moins 250 maisons de la ville étaient privées de gaz, et de nombreuses autres avaient été détruites. Le lendemain, un obus d'artillerie a touché un arrêt d'autobus, tuant cinq civils et en blessant dix autres. Une centrale électrique a également été détruite, privant une grande partie de la ville d'électricité. 
Le 6 août, les forces rebelles séparatistes ont fait sauter un pont reliant le centre-ville aux quartiers nord. Il s'agissait d'une tentative d'empêcher les forces ukrainiennes d'avancer sur leurs positions. De violents combats ont continué jusqu'au 14 août. Les combattants tchétchènes qui étaient présent dans la ville l'ont abandonnée le 16 août. Les forces ukrainiennes ont déclaré avoir de nouveau encerclé Horlivka le 18 août. Les combats se sont cependant poursuivis et une importante contre-offensive des forces armées régulières de la Fédération de Russie, et les rebelles séparatistes sous son contrôle, à travers le Donbass a repoussé les forces ukrainiennes en de nombreuses zones fin août. Lors des combats à Horlivka et à Ilovaïsk, le 27 août, les forces ukrainiennes ont déclaré avoir tué 200 rebelles séparatistes. 
L'Ukraine signe le 5 septembre le Protocole de Minsk avec la Russie et les rebelles séparatiste sous son contrôle, proclamant un cessez-le-feu général dans le Donbass.
Cependant le 11 septembre des rebelles séparatistes attaquent sans succès les forces ukrainiennes qui installaient un poste de contrôle. Le 16 septembre, les insurgés lancent une contre-attaque et détruisent les postes de contrôle dans le sud de la ville, brisant ainsi son encerclement.

## Poursuite des hostilités
Entre le 22 et le 27 janvier 2015, les rebelles séparatistes lancent plusieurs assauts terrestre ou frappes d'artillerie sur les positions ukrainiennes autour de la ville.
Des accrochages ont lieu au cours des années 2016 à 2019, faisant plusieurs morts et blessés, mais n'ont entrainé que des changements mineurs dans le contrôle du territoire autour de la ville. Un échange de prisonniers à eu lieu dans un point de contrôle autour de la ville en décembre 2019.
Le 19 février 2021, de violents combats ont éclaté à nouveau près de Horlivka. Selon les forces armées ukrainiennes, les forces séparatistes prorusses ont violé le cessez-le-feu à cinq reprises et ont reçu une réponse vigoureuse de la part des forces ukrainiennes. Les combats ont duré du 19 au 21 février. De nombreuses victimes ont été signalées des deux côtés pour le contrôle de la banlieue ouest de la région de Mayorsk. Les combattants du 503e bataillon du Corps des Marines des forces armées ukrainiennes, dans la zone de la mine de Yuzhnaya et de la ville de Toretsk, au nord de Horlivka, ont infligé des dégâts aux rebelles séparatistes par des tirs de riposte. L'officier ukrainiennes, Anatoliy « Shtirlits » Shtefan, a rapporté que l'armée ukrainienne avait tué sept rebelles près de Horlivka. Selon les autorités rebelles de fait, cinq soldats ont été tués dans leurs rangs. L'ancien commandant d'Horlivka, Igor Bezler, a déclaré que 20 séparatistes avaient été tués près d'Horlivka,,.
Suite à l'offensive russe à grande échelle de 2022, l'Ukraine a tenté de reprendre le contrôle de la ville, sans succès.

## Bilan
En 2017, la ville a érigé un mémorial en hommage aux victimes du conflit. Selon le monument, les combats ont coûté la vie à 235 civils en trois jours, dont 22 enfants. L'une des victimes, Kristina Zhuk, tuée avec un nourrisson, a été largement surnommée dans les médias russes « La Madone de Gorlovka ». Selon l'Ukraine, « les bombardements ont été menés par des rebelles séparatistes prorusses, dirigés par le commandant Igor Bezler, pour discréditer les forces armées ukrainiennes ». Ces morts ont ensuite été utilisées par la propagande russe pour accuser l'Ukraine.

## Voir également
- Offensive d'Horlivka
- Guerre russo-ukrainienne
- Invasion à grande échelle de l'Ukraine par la Russie